# Космос-20
Космос-20 је један од преко 2400 совјетских вјештачких сателита лансираних у оквиру програма Космос.
Космос-20 је лансиран са космодрома Тјуратам, Бајконур, СССР, 18. октобра 1963. Ракета-носач је поставила сателит у орбиту око планете Земље. Маса сателита при лансирању је износила 4730 килограма. Космос-20 је био осматрачки сателит.